# Domingo Ram y Lanaja
Domingo Ram y Lanaja (in catalano Domènec Ram i Lanaja; Alcañiz, 1345 – Roma, 25 aprile 1445) è stato un cardinale, arcivescovo cattolico e politico spagnolo.

## Biografia
Figlio di Blasi Ram e Dolca Lanaja, entrò nell'ordine dei Canonici Regolari di Sant'Agostino, studiò diritto civile presso l'università di Lleida e nel 1406 ottenne il dottorato in utroque iure.
Diversi i ruoli che ricoprì alla corte dell'antipapa Benedetto XIII: priore della collegiata di Alcañiz nel 1394 e della chiesa di San Salvador di Saragozza nel 1406; collettore dell'arcidiocesi di Saragozza; nunzio presso la corte d'Aragona nel 1407. Nel 1409 fu inviato da Benedetto XIII a Pisa per negoziare l'abdicazione dell'antipapa, missione che tuttavia non ebbe successo.
Il 5 maggio 1410 fu nominato dall'antipapa Benedetto XIII vescovo di Huesca e il 20 agosto successivo prese possesso della sua sede. Fece parte del consiglio di reggenza per la successione al trono di Aragona e il 15 gennaio 1414 consacrò l'infante Don Fernando de Antequera nuovo re. Nel 1415 fu inviato a Napoli per organizzare gli ultimi dettagli del matrimonio dell'infante Don Juan di Aragona con la regina Giovanna di Napoli. Contestualmente fu nunzio di Benedetto XIII per Napoli, la Sicilia, la Sardegna e la Corsica. Partecipò al concilio di Costanza.
Il 13 novembre 1415 fu trasferito alla sede vescovile di Lérida, dove fu confermato da papa Martino V il 15 dicembre 1417. Qui indisse un sinodo diocesano, dove ebbe tra i suoi vicari generali Alfonso de Borgia, futuro papa Callisto III.
Fu creato cardinale presbitero da papa Martino V, con il titolo dei Santi Giovanni e Paolo, nel concistoro segreto del 23 luglio 1423 e pubblicato l'8 novembre 1430. Negli anni seguenti ha lavorato per porre fine allo scisma d'Occidente in Spagna ed ebbe a ricoprire diversi ruoli politici e diplomatici per il re di Aragona; fu presidente della Generalitat de Catalunya dal 1428 al 1431.
Fu nominato amministratore apostolico di Lérida il 10 marzo 1430 e il 25 agosto 1434 divenne amministratore dell'arcidiocesi di Tarragona. Nel marzo del 1434 divenne protopresbitero. Papa Eugenio IV gli revocò l'amministrazione di Tarragona per aver partecipato al concilio di Basilea nel 1439; tuttavia il 4 luglio 1440 lo nominò arcivescovo della stessa sede. Il 7 marzo 1444 fu nominato da papa Eugenio IV cardinale vescovo di Porto e Santa Rufina.
È morto a Roma il 25 aprile 1445 ed è stato sepolto nella basilica di San Giovanni in Laterano.